# Schistochila yakushimensis
Schistochila yakushimensis là một loài rêu trong họ Schistochilaceae. Loài này được Ohnishi & Deguchi mô tả khoa học đầu tiên năm 2003.